# Distretto governativo di Treviri
Treviri è stato uno dei tre distretti governativi (Regierungsbezirke) del land della Renania-Palatinato, soppresso nel 2000.

## Storia
Dal 2000, gli impiegati e i beni del Bezirksregierungen formano l'Aufsichts- und Dienstleistungsdirektion Trier (Direttorato di servizio e supervisione Treviri) e gli Struktur- und Genehmigungsdirektionen (Direttorati strutturali e di approvazione) Nord a Coblenza e Süd a Neustadt. Queste amministrazioni esercitano la loro autorità sull'intero stato, ad esempio, l'ADD Treviri supervisiona tutte le scuole del Land.

## Geografia fisica
Il distretto si trovava a nord-ovest del suo stato, in uno dei punti più occidentali della Germania, con al sud la città capoluogo di Treviri. Confinava con Belgio e Lussemburgo, con gli stati della Renania Settentrionale-Vestfalia e della Saarland, e con l'ex-distretto di Coblenza.

## Suddivisione
| Circondari rurali (Landreise)                                            | Città indipendenti (Kreisfreie Städte) |
| ------------------------------------------------------------------------ | -------------------------------------- |
| 1. Bernkastel-Wittlich 2. Eifel-Bitburg-Prüm 3. Daun 4. Treviri-Saarburg | 1. Treviri                             |